# Società del Quartetto di Vicenza

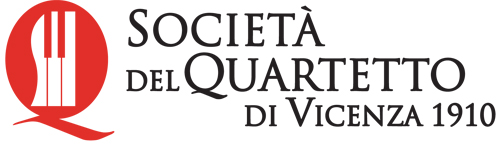
Logo della Società del Quartetto di Vicenza

La Società del Quartetto di Vicenza è una delle più antiche e prestigiose associazioni concertistiche italiane, fondata nel 1910 da Antonio Fogazzaro, più volte candidato al Premio Nobel per la letteratura, che ne fu il primo presidente.
A parte una breve interruzione durante i due conflitti mondiali, l'associazione ha svolto, per oltre un secolo, un ruolo fondamentale nella promozione e diffusione della cultura musicale nella "Città del Palladio" e più in generale nel territorio del Veneto.
In questo arco di tempo, grazie alla Società del Quartetto, si sono esibiti a Vicenza alcuni fra i protagonisti della storia musicale del Novecento: tra i pianisti Alfred Cortot, Clara Haskil, Wilhelm Kempff, Arthur Rubinstein, Rudolf Serkin, Sviatoslav Richter, Arturo Benedetti Michelangeli, Claudio Arrau, Maurizio Pollini; tra i violinisti Jacques Thibaud, Isaac Stern, Nathan Milstein, Jascha Heifetz, Yehudi Menuhin; tra i violoncellisti Paul Tortelier, János Starker, Mstislav Rostropovich. E ancora il Modern Jazz Quartet, Andrés Segovia, Sándor Végh, José Carreras, Claudio Abbado, Giuseppe Sinopoli, orchestre sinfoniche, da camera e varie formazioni: fra queste, i più grandi Quartetti del '900 come Amadeus, Juilliard String Quartet, Busch, Smetana, Kolisch, Budapest, Tokyo, Borodin e il Quartetto Italiano.